# 潮みか
潮 みか（うしお みか、旧芸名：潮美華、1990年11月25日 - ）は、日本の女優。

## 来歴
大阪府出身。高校時代には「ハモネプリーグ」にて3年連続決勝進出経験がある。第30回ホリプロタレントスカウトキャラバンのファイナリストでもある。
2017年2月まで株式会社クラスターに所属し、現在は株式会社キラティスに所属。2018年5月に京都を拠点とする劇団「悪い芝居」に入団。

## 出演

### テレビドラマ
- ガールズトーク 薔薇組（2013年、テレビ朝日）
- 埋もれる（2014年、WOWOW）
- 警視庁南平班〜七人の刑事〜 第7作（2014年6月2日、TBS） - 鬼塚翠 役
- 私のホストちゃんS〜新人ホストオーナー奇跡の密着6カ月〜（2014年、テレビ朝日） - 女性客 役
- 株式会社ライブズ ドラマCM上京物語（2014年） - 主演 片瀬祐子 役
- 信濃のコロンボ 2 〜戸隠殺人事件〜（2014年11月24日、TBS） - 長野市戸隠支所職員 役
- トクチョウの女（2015年、フジテレビ） - リポーター 役
- ショカツの女12 〜新宿西署刑事課強行犯係〜（2016年7月9日、テレビ朝日） - 井田千恵子 役
- ラブホの上野さん（2017年、フジテレビ） - 美女 役

### その他のテレビ番組
- 中居正広の金曜日のスマたちへ 〜波乱万丈〜E-girls〜 再現VTR（2015年、TBS）

### 舞台
悪い芝居
- vol.20「ラスト・ナイト・エンド・ファースト・モーニング」（2018年4月26日 - 30日、東京芸術劇場 シアターウエスト / 5月12日 - 20日、HEP HALL）[3][4]
- オフィス上の空プロデュース vol.20.5「アイスとけるとヤバイ」（2018年8月8日 - 12日、築地本願寺ブディストホール）[5]
- vol.21「メロメロたち」（2018年11月14日 - 18日、HEP HALL / 21日 - 25日、東京芸術劇場 シアターウエスト） - トモ子 役〈B-side〉
- vol.22「野性の恋」/ vol.23「暴動のあと、さみしいポップニューワールド」（2019年5月24日 - 6月2日、東京芸術劇場 シアターウエスト / 6月7日 - 10日、HEP HALL）[6]
- vol.24「アイスとけるとヤバイ」（2019年8月16日 - 18日、HEP HALL / 8月31日・9月1日、せんだい演劇工房10-BOX / 9月4日 - 8日、東京芸術劇場 シアターウエスト） - 錦鯉眠子 役
- vol.25 シアタートラム ネクスト・ジェネレーション vol.12「ミー・アット・ザ・ズー」（2019年12月4日 - 8日、シアタートラム） - 小鳥聡里 役[7]
- vol.27「今日もしんでるあいしてる」（2021年2月14日 - 21日、本多劇場）[8]
- vol.28「愛しのボカン」（2022年3月18日 - 21日、本多劇場）[9]
- vol.29「ラスト・ナイト・エンド・デイドリーム・モンスター」（2022年6月2日 - 12日、新宿シアタートップス） - 温森風 役[10]
- vol.30 めもりある「逃避奇行クラブ」（2023年1月29日 - 2月5日、本多劇場）[11]

客演等
- 関西アクトリーグ　チーム：セブンバレッツ（2009年）
- 関西アクトリーグ　チーム：osakaインスパイヤ（2010年〜）
- ジャムコントダンスオペラ「KAGUYA」（2011年）
- 孤独行進（劇団 百鬼夜行）（2012年）
- ワイアールジャパン&ヒエロマネジメントPRESENTS「Angry12」 2015年4月7日〜12日 - 第6号 役
- ゴースト・レストラン（2015年 演出：大野康弘）
- なんくるサーファー（2017年 演出：安藤亮司）
- へなちょこヴィーナス（2017年 演出：柴田明良）
- 心は孤独なアトム（2018年1月24日 - 28日、シアターグリーン BIG TREE THEATER / 2月3日・4日、大阪市立芸術創造館）[12]
- STRAYDOG 路地裏の優しい猫（2018年8月25日・26日、HEP HALL / 8月29日 - 9月2日、シアターグリーン BIG TREE THEATER）
- 熱海殺人事件（2018年 演出：大江裕斗）
- WBB plus「いえないアメイジングファミリー」（2019年10月16日 - 22日、シアターブラッツ） - カイリ 役[13]
- NAPPOS PRODUCE「りぼん,うまれかわる」（2021年6月18日 - 27日、六本木トリコロールシアター）[14]
- 演劇ユニットムシラセ 2023年本公演「つやつやのやつ」 / 「ファンファンファンファーレ！」（2023年7月13日 - 18日、下北沢駅前劇場）[15]

### 映画
- シャンティデイズ365日、幸せな呼吸（2014年 監督：永田琴） - モデル 役
- マイフォーム（2014年 監督：跡地淳太朗） - 主演 跡地淳子 役
- クローバー（2014年11月1日、監督：古澤健） - 女子社員 役
- 野良犬はダンスを踊る（2015年10月10日、監督：窪田将治）[16] - キャバ嬢 役
- ホテルコパン（2016年2月13日、監督：門馬直人） - ヘアメイク 役
- 女子高（2016年4月9日、監督：山本浩貴） - 川崎友香 役[17]
- 太陽を掴め（2016年 監督：中村祐太郎） - 若い女性役
- 若頭暗殺史 修羅の男たち 第一章（2017年 監督：柿原利幸） -中川歌子 役
- 恋愛奇譚集（2017年2月4日、監督：倉本雷大）
- トウメイの壁（2017年 監督：小野寺亮） -ミツボ 役
- COCKROACH（2018年 監督：金賢奎） -Mika 役

### CM
- ベルエベル美容専門学校〜関西・九州圏〜（2007年）
- THE FACE SHOP〜関東圏〜（2010年）
- 吉本興業 京橋花月 劇場CM（2011年）
- 今からでも間に合う！NHKの秋の語学留学（2014年） - アキ 役
- 株式会社ライブズドラマCM上京物語（2014年） -主演 片瀬祐子 役
- 坂善商事「第２話私服も大事篇」「第３話物語の始まり篇」Web CM
- スピードラーニング（2015年）
- カメラのキタムラ WEBCM（2015年）
- MILBON WEBCM（2015年）
- 妖怪カーズWEBCM（2015年）
- 短編CM「UBIC KIBIRO」（2016年）
- ドミノピザ〜BUY GET1 FREE!編〜（2016年）
- マルエツ〜子供編（2016年）
- バーガーキングWEBCM（2016年）
- NIKON WEBCM（2016年）
- 関西電力ショートムービー（2017年）

### モデル
- NTT docomo 新聞広告モデル（2006年）
- Cawaii 読者モデル（2008年）
- へアカジ（2009年）
- ファッションショー「グローバルビューティーコングレンス」（2009年）
- 吉本興業 京橋花月劇場CM（2011年）
- ファッションブランド「ELIMSMAIL」 モデル（2013年）
- ファッションブランド「SUNDAY BEACH CRUISER」 モデル（2014年）
- mixiアプリ 広告モデル（2014年）
- 東洋羽毛 MVモデル（2015年）
- ギャラクシー S6 edge/S6全方位ガイド (インプレスムック)[18] スチールモデル（2015年4月）
- ミルボン ジェミールフランシャンプー VPモデル（2015年4月）

### MV
- BRIDGET「Be all right」
- TCTS「Games」ft.K.Stewart
- Wilkinson「VEVO」ft.Shannon Saunders
- KRD8「君と僕の唄」
- MAS「化石にでもなれたら」
- TJ「Don' you say~いまはもう...。〜」
- カサリンチュ「セーターと三日月」

### バラエティ
- 青春アカペラ甲子園全国ハモネプリーグ 近畿ブロック選出：大阪ナタデココ（2007年夏・2008年春・夏フジテレビ)
- 青春アカペラ甲子園全国ハモネプリーグ 近畿ブロック選出：Deco（2009年春フジテレビ)
- 枠アリ!（2010.8 - 2011.3） - アシスタント
- 志村&所の戦うお正月（2014年 テレビ朝日） - アシスタント
- オドロキ見たいテレビ びっくりぃむ（2014年 テレビ朝日） - 仕掛け人
- NHK「ベーシック数学」第２４回「√のかけ算わり算」（2015年）
- 「ドラフト会議緊急特番 お母さんありがとう」（2017年）

### ラジオ
- 「アメリカ村アイドル」大阪ナタデココ（2007年、2008年kissFM）

### ショーモデル
- ファッションショー「グローバルビューティーコングレンス」（2007年、審査員特別賞受賞）
- 雑誌「Cawaii」主催 水着コレクション（2008年）
- ファッションショー「グローバルビューティーコングレンス」（2009年、審査員特別賞受賞）